# Арберешский диалект
Арберешский диалект (алб. Arbërisht / Arbërishtja / T'arbrisht) — диалект албанского языка, который является родным для арберешей, албанцев Италии.

## Общая характеристика
Арберешский диалект является частью тоскского диалекта албанского языка (напоминает в целом говор, характерный для центральной части Юга Албании) и имеет такие же отклонения от литературной нормы, как и арнаутский диалект. Является родным для албанцев Южной Италии, заимствовал достаточно многое из средневекового албанского языка доосманских времён и из греческого языка (лексика и произношение), а также сохранил то, что утеряно в современном тоскском диалекте. Так, в нём сохранились определённые слоговые начальные согласные кластеры, которые были упрощены в стандартном албанском языке (в арберешском «язык» — gluhë, в стандартном албанском — gjuhë).
До 1990 года арберешский диалект в Албании назывался именно албанским языком, а его носители смутно понимали связь своего говора с албанским. До 1980-х годов он был исключительно разговорным, письменная форма его использовалась только в итало-албанской грекокатолической церкви, а стандартным албанским арбереши почти не владели. В 1990-е годы большое количество носителей албанского языка переехало в Италию, и к этим «новым албанцам» арбереши испытывали двойственные чувства. В настоящее время предпринимаются усилия по спасению арберешского диалекта, его культурного и языкового наследия: он преподаётся в итальянских школах, на нём пишет книги и учебники поэт Зеф Скиро Ди Маджо. Некоторыми учёными выделяется ещё один диалект — диалект Ваккариццо, на котором говорят в деревне Ваккариццо-Альбанезе.

## Особенности

### Фонология

#### Гласные
- Буква Ë даёт либо звук [ə], либо [ʊ̜]. Слово Arbëresh произносится как [ɑɾbəˈɾɛʃ] или как [ɑɾbʊ̜ˈɾɛʃ] в зависимости от диалекта
- В арберешском диалекте нет гласной [y], но есть [i]. Так, слово ty ('ты') становится ti, а hyni ('войти') становится hini.

#### Согласные
- Буквы GJ и Q дают палатализированные звуки [ɡʲ] и [kʲ] в арберешском (в стандартном албанском, соответственно, это [ɟ] и [c]). Так, слово gjith ('всё') произносится как [ɡʲiθ] в арберешском (в стандартном — [ɟiθ]), qiell ('небо') — как [kʲiɛx] (в стандартном — [ciɛɫ]), shqip ('албанец') — как [ʃkʲɪp].
- Согласные буквосочетания gl и kl сохранились в некоторых словах арберешского диалекта (в стандартном албанском они превратились в gj и q). Так, в арберешском пишется glet вместо gjet ('он похож на…'), klumësht вместо qumësht ('молоко') и klisha вместо kisha ('церковь').
- Буква H даёт звук [x] как в греческом χαρά ([xaˈra], 'радость'). Слово ha ('кушать') произносится как [xɑ], а не как [hɑ]. Также там присутствует палатализация [xʲ], что приводит к произношению слова hjedh ('кидать') как [xʲɛθ]. Буквосочетание HJ встречается редко.
- Буквы LL и G дают звук [ɣ] как в греческом γάλα ([ˈɣala], 'молоко'). Большая часть слов с таким написанием имеет итальянские, сицилийские корни, хотя есть и исконно албанские слова. Букву G часто заменяют GH на письме.

Исконно албанские слова
| Написание           | Произношение | Перевод        |
| ------------------- | ------------ | -------------- |
| gëzim (gioia)       | ghëzim       | радость        |
| gajdhur (asino)     | ghajdhur     | осёл           |
| grish (invitare)    | ghrish       | пригласить     |
| llah                | ghah         | есть до отвала |
| pagëzim (battesimo) | paghëzim     | крещение       |
| rrugë (strada)      | rrughë       | улица          |

Заимствованные из сицилийского диалекта
| Написание | Произношение |
| --------- | ------------ |
| garazh    | gharazh      |
| gurg      | ghurgh       |
| gust      | ghust        |
| guant     | ghuant       |
| fugurë    | fughurë      |
| fugatjar  | fughatjar    |
| magare    | maghari      |

#### Оглушение согласных
В отличие от стандартного албанского, у арберешского диалекта старая система оглушения. Оглушаются в конце слова или перед другим согласным согласные b, d, g, gj, x, xh, dh, ll, v, z, zh.
| Звонкие | b [b] | d [d] | g [g]/[ɣ] | gj [gʲ] | x [dz] | xh [dʒ] | dh [ð] | ll [ɣ] | v [v] | z [z] | zh [ʒ] |
| Глухие  | p [p] | t [t] | k [k]     | q [kʲ]  | c [ts] | ch [tʃ] | th [θ] | h [x]  | f [f] | s [s] | sh [ʃ] |

Примеры:
- b > p: thelb ('гвоздика') — thelp
- d > t: vend ('место') — vent
- dh > th: zgledh ('читать') — zgleth
- g > k: lig ('плохой') — lik
- gj > q: zogj ('девушки') — zoq
- j > hj: vaj ('масло') — vahj
- ll > h: uthull ('уксус') — uthuh
- x > c: ndanx ('около') — ndanc
- z > s: loz ('танец') — los
- zh > sh: gozhda ('штырь') — goshda

#### Ударение
Ударение в арберешском диалекте падает на предпоследний слог, как в итальянском.

### Морфология
1-е лицо единственного числа изъявительного наклонения для глагола характерно окончанием nj (в стандартном албанском j). «Я живу» будет в арберешском rrónj, в стандартном албанском — rroj.

### Греческие
Лексика арберешского диалекта пополнялась греческими словами, которые либо были утеряны в стандартном албанском, либо закрепились благодаря византийскому влиянию. Примеры:
- haristís [xaɾiˈstis] ('благодарить'), от греческого εὐχαριστῶ [e̞fˌxariˈsto̞] ('спасибо'). В арнаутском — fharistisem.
- parkalés [paɾkaˈlɛs] ('пожалуйста'), от греческого παρακαλώ [paˌrakaˈlo̞] ('пожалуйста').
- hórë [xɔˈɾə] ('деревня'), от греческого χωρα ('земля, деревня').
- amáhj [aˈmaxʲ] ('война'), от греческого μάχη [maˈxi] ('битва').

### Сицилийские
В арберешском диалекте есть много заимствований из южных диалектов итальянского, вошедших в повседневную речь арберешей и сохранивших своё значение. Примеры:
- rritrenjët ('туалеты'), в сицилийский диалект попало из французского, но не сохранилось там.
- rritëratë ('фотография'), от итальянского ritratto ('картина').
- ghranët ('деньги'), от сицилийского granni; используется иногда сицилийцами. Пришло на замену арберешскому слову haromë неизвестного происхождения.
- qaca ('площадь'), от сицилийского chiazza; не путать со стандартным sheshi, которое в арберешском означает 'плато'.

## Грамматика

### Глаголы

#### Неалбанского происхождения
Примеры:
- pincar ('думать'), в оригинале mendonj-mbanj mend или mëndinj; от сицилийского 'pinzari'. Некоторые правила спряжения перешли в арберешский диалект.

Спряжение в настоящем времени
- U pincar = Я думаю
- Ti pincar = Ты думаешь
- Ai/Ajo pincar = Он/она думает
- Na pincarjëm = Мы думаем
- Ata/Ato pincarjën = Они думают
- Ju pincarni = Вы думаете (мн.ч.)

Спряжение в прошедшем времени
- U pincarta = Я думал
- Ti pincarte = Ты думал
- Ai/Ajo pincarti = Он думал / она думала
- Na pircartëm = Мы думали
- Ata/Ato pincartën = Они думали
- Ju pincartët = Вы думали (мн.ч.)

### Личные местоимения

#### Склонения
| M’e tha mua    | Он мне это говорил (дополнение — женского рода)    |
| Ngë m’i tha më | Он мне это не говорил (дополнение — мужского рода) |
| T’e thom       | Я это тебе говорил (дополнение — женского рода)    |
| T’i thom       | Я это тебе говорил (дополнение — мужского рода)    |

## Отличия в речи от стандартного албанского
| Арберешский диалект                                                        | Стандартный албанский                                                            | Перевод                                              |
| -------------------------------------------------------------------------- | -------------------------------------------------------------------------------- | ---------------------------------------------------- |
| Vjen më rarë или vjen më thënë                                             | do të thotë или do me thënë                                                      | Это означает                                         |
| Bëjëm të shkonj или mënd e më shkosh                                       | më le të kaloj                                                                   | Пусти меня                                           |
| Shkòmë musturën                                                            | më jep piperin                                                                   | Передай мне перец                                    |
| Zotërote/Strote ë një «zot»?                                               | Zotëri, jeni prift?                                                              | Господин, вы священник?                              |
| E ghrish zotërisë satë për një pasijatë                                    | ju ftoj për një shëtitje                                                         | Приглашаю тебя на прогулку                           |
| Zglith mirë                                                                | lexo mirë                                                                        | Читай хорошо                                         |
| Qëroi isht burinë i lig                                                    | moti është shumë keq                                                             | Погода очень плохая                                  |
| U rri Sëndastinë                                                           | jetoj në Sëndastinë                                                              | Я живу в Санта-Кристине                              |
| Ka bëjëm të ngrënit                                                        | do ta gatuajmë ushqimin                                                          | Мы приготовим еду                                    |
| U ka' jecur njera qacës                                                    | unë kam ecur deri sheshit                                                        | Я прошёл до площади                                  |
| Ghajdhuri isht ghrishur ndë horën                                          | gomari është ftuar në katund                                                     | В нашу деревню пригласили осла                       |
| Jam e vete/m’e vete ngulem/flë                                             | unë do të fle                                                                    | Я иду спать                                          |
| Lyp (lip) ndjesë se zgarrarta shumë                                        | më fal se gabova shumë                                                           | Мне жаль, что я наделал много ошибок                 |
| Ajo isht time shoqe                                                        | ajo është gruaja ime                                                             | Она моя жена                                         |
| Flit t’arbrisht                                                            | fol shqip                                                                        | Говори по-албански!                                  |
| Jim shoq isht e ngulet                                                     | shoku im është duke fjetur                                                       | Мой муж спит                                         |
| Më përqen rritëratën tënë                                                  | më pëlqen fotografia jonë                                                        | Мне нравится наша фотография                         |
| Mortatë или motrëmëmë                                                      | hallë или tezë                                                                   | Тётя                                                 |
| Lalë или vovi                                                              | xhaxha или Lalë                                                                  | Дядя или старший брат                                |
| Lalëbukri                                                                  |                                                                                  | Дядя по браку                                        |
| Vova                                                                       | motra e madhe                                                                    | Старшая сестра                                       |
| Tata                                                                       | babai или Tata                                                                   | Отец                                                 |
| Mëmë                                                                       | nëna или mamaja                                                                  | Мать                                                 |
| Midhe'/ Mëdhema                                                            | edhe                                                                             | Также                                                |
| Lluai                                                                      | vëllai                                                                           | Брат                                                 |
| Ndrëngova или Kapirta                                                      | Kuptova                                                                          | Понял                                                |
| Sprasmja                                                                   | Fundi                                                                            | Конец                                                |
| Fundi/Bythi                                                                | Bythi                                                                            | Ягодицы                                              |
| Jotëm përherë të thëshjë të mos hash nga tajuri çë ngë ka' klënë pastruam! | Jot ëmë përherë/gjithmonë të thoshte të mos hash nga pjata që nuk është pastruar | Тебе мама всегда говорила: не ешь с грязных тарелок! |
| Kemi besë se ai ngë i ftes                                                 | besojmë se ai nuk ka faj                                                         | Мы верим, что он невиновен                           |